# Вентспилски замък
Вентспилският замък (на латвийски: Ventspils viduslaiku pils – Вентспилски средновековен замък) се намира в гр. Вентспилс, Западна Латвия.
Той е сред най-старите и най-добре запазени замъци на Ливонския орден, който запазва границите си от 13 век. През 700-годишната му история е използван за крепост, жилища, гарнизон, училище, военна база и затвор. През 1995 г. замъкът е реставриран към облика му от ХІХ век и е превърнат в музей.

## История
Замъкът е построен през втората половина на 13 век и е контролиран от Ливонския орден до средата на 16 век. Като част от херцогство Курландия замъкът е резиденция на капитана на града, но по време на Полско-шведската война е бил разрушен.
След реконструкция през 1650 г. капелата става лютеранска църква (1706 – 1835), по-късно руска източноправославна църква (1845 – 1901), като останалата част от замъка не се използва. През 1832 г. 3-тият етаж е превърнат в затвор, който е закрит през 1959 г. След Втората световна война е използван за административни цели и от граничните войски на СССР до 1980 г.
Замъкът е възстановен през 1997 г. Постоянна експозиция на Музея на Вентспилс е открита в кулата през 2001 г. Понастоящем в замъка се провеждат концерти и арт-експозиции.